# Eidgenössische Volksinitiative «gegen die Abzockerei»
Die eidgenössische Volksinitiative «gegen die Abzockerei» (auch «Abzocker-Initiative» oder «Minder-Initiative» genannt) ist eine Schweizer Volksinitiative, die 2005 von Thomas Minder lanciert wurde. Die Initiative war eine Reaktion auf die als exorbitant empfundenen Vergütungen einzelner Manager in grossen Schweizer Unternehmen und Banken. Einer der Hauptauslöser war das Swissair-Grounding im Jahre 2001. Während der damalige Chef der Swissair, Mario Corti, fünf Jahresgehälter im Voraus bezogen hatte, blieb Minder (zumindest anfänglich) als Lieferant für Kosmetikartikel auf seinen unbezahlten Rechnungen sitzen. Die Initiative kam am 3. März 2013 zur Abstimmung und wurde mit einem Ja-Stimmen-Anteil von 67,9 % angenommen. Dies war die dritthöchste Zustimmungsrate zu einer Volksinitiative in der Schweiz überhaupt.

## Inhalt
Die Initiative bezweckt das Verbot von Abgangsentschädigungen und Vorauszahlungen für Verwaltungsräte börsenkotierter Unternehmen, ein Verbot des Organ- und Depotstimmrechts und verlangt, dass die Pensionskassen im Sinne ihrer Mitglieder an den Generalversammlungen abstimmen müssen. Gleichzeitig fordert sie die jährliche Wahl des Verwaltungsratspräsidenten und der einzelnen Verwaltungsratsmitglieder durch die Aktionäre und verlangt die Einführung der elektronischen Fernabstimmung.

## Initiativtext
Die Bundesverfassung vom 18. April 1999 wird wie folgt geändert:
Art. 95 Abs. 3 (neu)
3 Zum Schutz der Volkswirtschaft, des Privateigentums und der Aktionärinnen und Aktionäre sowie im Sinne einer nachhaltigen Unternehmensführung regelt das Gesetz die im In- oder Ausland kotierten Schweizer Aktiengesellschaften nach folgenden Grundsätzen:
a. Die Generalversammlung stimmt jährlich über die Gesamtsumme aller Vergütungen (Geld und Wert der Sachleistungen) des Verwaltungsrates, der Geschäftsleitung und des Beirates ab. Sie wählt jährlich die Verwaltungsratspräsidentin oder den Verwaltungsratspräsidenten und einzeln die Mitglieder des Verwaltungsrates und des Vergütungsausschusses sowie die unabhängige Stimmrechtsvertreterin oder den unabhängigen Stimmrechtsvertreter. Die Pensionskassen stimmen im Interesse ihrer Versicherten ab und legen offen, wie sie gestimmt haben. Die Aktionärinnen und Aktionäre können elektronisch fernabstimmen; die Organ- und Depotstimmrechtsvertretung ist untersagt.
b. Die Organmitglieder erhalten keine Abgangs- oder andere Entschädigung, keine Vergütung im Voraus, keine Prämie für Firmenkäufe und -verkäufe und keinen zusätzlichen Berater- oder Arbeitsvertrag von einer anderen Gesellschaft der Gruppe. Die Führung der Gesellschaft kann nicht an eine juristische Person delegiert werden.
c. Die Statuten regeln die Höhe der Kredite, Darlehen und Renten an die Organmitglieder, deren Erfolgs- und Beteiligungspläne und deren Anzahl Mandate ausserhalb des Konzerns sowie die Dauer der Arbeitsverträge der Geschäftsleitungsmitglieder.
d. Widerhandlung gegen die Bestimmungen nach den Buchstaben a–c wird mit Freiheitsstrafe bis zu drei Jahren und Geldstrafe bis zu sechs Jahresvergütungen bestraft.
II
Die Übergangsbestimmungen der Bundesverfassung werden wie folgt ergänzt:
Art. 197 Ziffer 8 (neu)
8. Übergangsbestimmung zu Artikel 95 Absatz 3

## Geschichte
Zu Beginn des 21. Jahrhunderts kam es in vielen weltweit tätigen Grossunternehmen zu weithin als übertrieben empfundenen Vergütungen und Abfindungen von Managern, während ihre Unternehmen zum Teil Verluste schrieben. 2005 lancierte der Schaffhauser Kleinunternehmer Thomas Minder die eidgenössische Volksinitiative «gegen die Abzockerei», die er schliesslich am 26. Februar 2008 mit 118'583 beglaubigten Unterschriften einreichte.
Es folgte eine mehrjährige Diskussion im Parlament, das schliesslich entschied, keine Empfehlung zur Initiative herauszugeben, und im März 2012 in Form eines Gesetzesartikels einen indirekten Gegenvorschlag beschloss, der automatisch in Kraft getreten wäre, hätte niemand das Referendum ergriffen und sollte die Volksinitiative abgelehnt werden. Er sah vor, dass in börsenkotierten Unternehmen der Verwaltungsrat ein Vergütungsreglement erlässt, welches von den Aktionären genehmigt werden müsste. Die jährlichen Vergütungen sollten in einem Vergütungsbericht offengelegt werden. Bei der Rückerstattung von ungerechtfertigten Vergütungen ging der Gegenvorschlag weiter als die Initiative. Laut den Initianten wurden in diesem Gesetzesartikel, den sie als «zahnlosen Papiertiger» bezeichnen, wesentliche Forderungen nicht umgesetzt. So blieben überrissene Abgangsentschädigungen weiterhin möglich und auch die Organ- und Depotstimmrechtsvertretung werde nicht verboten. Die Pensionskassen würden weiterhin nicht verpflichtet, an den Generalversammlungen die Interessen ihrer Versicherten wahrzunehmen. Der indirekte Gegenvorschlag würde erst nach Ablauf der Referendumsfrist und im Falle eines Referendums nach der entsprechenden Abstimmung in Kraft gesetzt werden. Überdies würde er den Publikumsgesellschaften eine zweijährige Übergangsfrist zur Umsetzung der neuen Gesetzesbestimmungen gewähren.
Minder verzichtete auf einen Rückzug der Initiative. Somit kam diese am 3. März 2013 zur Abstimmung. Bei einer Annahme würde die Initiative spätestens am 3. März 2014 gesetzliche Wirkung erlangen, denn sie verlangt, dass der Bundesrat innert eines Jahres die Übergangsverordnung zu erlassen hat.
Während dem Initiativkomitee im Abstimmungskampf etwa 200'000 Franken zur Verfügung standen, investierten die Gegner der Initiative, allen voran der Wirtschaftsdachverband Economiesuisse, acht Millionen Franken. Trotz dieses Ungleichgewichts hatte die Initiative nach Umfragen von Anfang Februar eine Zustimmung von 64 % der Stimmberechtigten (bei einer Ablehnung von 27 %). Kommentatoren rechneten mit einem weiteren Anstieg der Zustimmung zur Initiative, nachdem zwei Wochen vor der Abstimmung bekannt geworden war, dass der scheidende Novartis-Verwaltungsratspräsident Daniel Vasella für ein Konkurrenzverbot mit Beratertätigkeit 12 Millionen pro Jahr, total maximal 72 Millionen Franken in sechs Jahren, erhalten hatte.

## Ergebnisse

Ergebnisse nach Kantonen

| Kanton                           | Ja (%) | Nein (%) | Beteiligung (%) |
| -------------------------------- | ------ | -------- | --------------- |
| Aargau                           | 66,8 % | 33,2 %   | 44,4 %          |
| Appenzell Ausserrhoden           | 66,3 % | 33,7 %   | 51,8 %          |
| Appenzell Innerrhoden            | 61,0 % | 39,0 %   | 41,9 %          |
| Basel-Landschaft                 | 67,5 % | 32,5 %   | 44,5 %          |
| Basel-Stadt                      | 67,3 % | 32,7 %   | 49,4 %          |
| Bern                             | 70,3 % | 29,7 %   | 42,8 %          |
| Freiburg                         | 70,3 % | 29,7 %   | 44,5 %          |
| Genf                             | 67,7 % | 32,3 %   | 46,5 %          |
| Glarus                           | 69,6 % | 30,4 %   | 36,1 %          |
| Graubünden                       | 65,5 % | 34,5 %   | 56,2 %          |
| Jura                             | 77,1 % | 22,9 %   | 40,6 %          |
| Luzern                           | 66,3 % | 33,7 %   | 46,2 %          |
| Neuenburg                        | 71,9 % | 28,1 %   | 41,7 %          |
| Nidwalden                        | 57,7 % | 42,3 %   | 49,0 %          |
| Obwalden                         | 56,1 % | 43,9 %   | 51,6 %          |
| Schaffhausen                     | 75,9 % | 24,1 %   | 64,9 %          |
| Schwyz                           | 60,8 % | 39,2 %   | 49,2 %          |
| Solothurn                        | 67,9 % | 32,1 %   | 48,6 %          |
| St. Gallen                       | 66,4 % | 33,6 %   | 44,0 %          |
| Tessin                           | 70,7 % | 29,3 %   | 41,5 %          |
| Thurgau                          | 70,5 % | 29,5 %   | 43,1 %          |
| Uri                              | 64,3 % | 35,7 %   | 41,4 %          |
| Waadt                            | 66,5 % | 33,5 %   | 41,4 %          |
| Wallis                           | 63,7 % | 36,3 %   | 67,8 %          |
| Zug                              | 58,2 % | 41,8 %   | 51,9 %          |
| Zürich                           | 70,2 % | 29,8 %   | 47,0 %          |
| Schweizerische Eidgenossenschaft | 67,9 % | 32,1 %   | 46,0 %          |

## Umsetzung
Nach der Annahme der Volksinitiative durch die Stimmberechtigten war der Bundesrat verpflichtet, bis März 2014 übergangsweise die zur Umsetzung erforderlichen Bestimmungen zu erlassen. Die Verordnung gegen übermässige Vergütungen bei börsenkotierten Aktiengesellschaften (abgekürzt VegüV) war ab dem 1. Januar 2014 für Schweizer Aktiengesellschaften verbindlich anzuwenden.
Auf Anfang 2023 wurden die Bestimmungen der Verordnung in Gesetzesrecht überführt.

## Fussnoten
1. ↑  Iwan Städler: «Der Minder» kann nicht anders. In: Tages-Anzeiger. 14. Dezember 2012, abgerufen am 5. März 2013.
2. ↑  Marc Brupbacher: «Die Demokratie explodiert». In: Tages-Anzeiger. 3. März 2013, abgerufen am 3. März 2013.
3. ↑  Der Text der eidgenössischen Volksinitiative 'gegen die Abzockerei' auf der Website des Bundes (admin.ch)
4. ↑  Initiativkomitee «gegen die Abzockerei»: Einreichung «gegen die Abzockerei» (Memento vom 28. Januar 2013 im Internet Archive). 26. Februar 2008 abzockerinitiativeja.ch
5. ↑  Iwan Städler: Interview: «Wir ziehen die Initiative nicht zurück». In: Tages-Anzeiger. 28. Juni 2012, abgerufen am 3. März 2013.
6. ↑  Peer Teuwsen: Initiative gegen „Abzocker“: Minders Kampf. In: Die Zeit. Nr. 5, 24. Januar 2013 (zeit.de).
7. ↑  Andreas Fagetti: Eine Watsche für die da oben. In: WOZ Die Wochenzeitung. Nr. 5, 31. Januar 2013 (online).
8. ↑  Zustimmung zur «Abzocker»-Initiative stabil. In: Neue Zürcher Zeitung. Band 234, Nr. 43, 21. Februar 2013, ISSN 0376-6829, S. 9 (NZZ Archiv 1780 [abgerufen am 4. März 2022] Nur mit Abo).
9. ↑  Abzocker-Initiative dank Vasella wohl auf der Zielgeraden angelangt. In: Cash. 17. Februar 2013, archiviert vom Original (nicht mehr online verfügbar) am 7. April 2013; abgerufen am 3. März 2013.
10. ↑  Vorlage Nr. 568 - vorläufige amtliche Endergebnisse. Bundeskanzlei, 3. März 2013, abgerufen am 3. März 2013. (admin.ch)
11. ↑  Verordnung gegen übermässige Vergütungen bei börsenkotierten Aktiengesellschaften (VegüV) auf der Website des Bundes, 20. November 2013, abgerufen am 26. Mai 2014 (admin.ch)
12. ↑  Obligationenrecht (Aktienrecht): Änderung vom 19. Juni 2020. Abgerufen am 21. März 2013.
13. ↑  Verordnung gegen übermässige Vergütungen bei börsenkotierten Aktiengesellschaften (VegüV): Aufhebung vom 2. Februar 2022. Abgerufen am 21. März 2013.